# Gibbomesosella nodulosa
Gibbomesosella nodulosa là một loài bọ cánh cứng trong họ Cerambycidae.